# Egil Borgen Johansen
Egil Borgen Johansen, född 14 mars 1934, död 5 mars 1993, var en norsk bågskytt. Han deltog vid olympiska sommarspelen 1972.